# Rahmon Nabijew

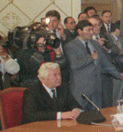
Nabijew 1991

Rahmon Nabijewitsch Nabijew (russisch/tadschikisch Раҳмон Набиевич Набиев; * 5. Oktober 1930 in Schaichburchan, Tadschikische Sozialistische Sowjetrepublik, Sowjetunion; † 11. April 1993 in Chudschand, Tadschikistan) war ein sowjetischer und tadschikischer Politiker sowie der erste gewählte Präsident der Republik Tadschikistan.

## Leben
Rahmon Nabijew wurde am 5. Oktober 1930 in Schaiburchan in der Oblast Leninabad, welche heute den Namen Provinz Sughd trägt, im Norden der Tadschikische Sozialistische Sowjetrepublik (TaSSR) geboren. Von 1946 bis 1949 arbeitete er als Schreiber auf einer Kolchose. Anschließend studierte Nabijew am Taschkenter Ingenieurs-Institut für Landwirtschaft und Bewässerung (Ташкентский Институт Инженеров Ирригации и Механизации Сельского Хозяйства) und machte dort 1954 seinen Abschluss. Zwischen 1954 und 1960 war er zuerst Chefingenieur einer Maschinen-Traktoren-Station (МТС) und später Chefingenieur und Direktor eine Reparatur-Traktoren-Station (РТС). 1960 wurde er Leiter der Hauptabteilung des Ministeriums für Landwirtschaft der TaSSR (МСХ Таджикистан) und stellvertretender Vorgesetzter der republikanischen Vereinigung Tadschikselchostechnika (Таджиксельхозтехника). Von 1961 bis 1963 arbeitete er erst als stellvertretender Leiter und schließlich als Leiter im Zentralkomitee der der Tadschikischen Kommunistischen Partei. Danach wurde er Inspektor im Mittelasiatischen Büro (Средазбюро) des Zentralkomitees der KPdSU und schließlich von 1964 bis 1971 Inspektor sowie Leiter der Abteilung für Landwirtschaftsangelegenheiten des Zentralkomitees der Kommunistischen Partei Tadschikistans.
1971 wurde er Landwirtschaftsminister und ab 1973 deren Vorsitzender des Ministerrates der Tadschikischen Sozialistischen Sowjetrepublik sowie Minister für die Außenbeziehungen dieser Unionsrepublik. Nachdem er diese Ämter bis zum Jahr 1982, bekleidete wurde er Erster Sekretär des Zentralkomitees der Kommunistischen Partei Tadschikistans. 1985 wurde Nabijew aufgrund eines Korruptionsskandals aus diesem Amt entfernt. Seit 1976 war er zudem Mitglied der Zentralen Revisionskommission der KPdSU (Центральная ревизионная комиссия КПСС). 1986 wurde Nabijew Vorsitzender der Tadschikischen Republikanischen Gesellschaft für Naturschutz (Таджикское республиканское общество охраны природы). 1990 wurde er zum Abgeordneten im Obersten Sowjet gewählt und wurde 1991 dessen Vorsitzender.
Im Zuge des Augustputsches in Moskau kam es auch in der TaSSR zu Massendemonstrationen und schließlich zur Absetzung des tadschikischen Präsidenten Qahhor Mahkamow. Rahmon Nabijew gewann die anschließenden Präsidentschaftswahl in Tadschikistan 1991 und wurde der erste Präsident Tadschikistans. Im Tadschikischen Bürgerkrieg verdrängte er mit Hilfe kommunistischer Clans aus dem Landesnorden zwar zunächst den islamisch-demokratischen Gegenpräsidenten Akbarschoh Iskandarow, wurde aber bereits 1992 im eigenen Lager durch Emomalij Rahmonow ersetzt und gestürzt.
Nabijew starb am 11. April 1993 in seinem Haus in Chudschand. Die Gründe für seinen Tod sind unbekannt. Nach offiziellen Angaben starb er nach einem Herzinfarkt. Laut inoffiziellen Angaben werden auch Suizid sowie Mord als Todesursachen diskutiert.

## Auszeichnungen
Für seine Verdienste erhielt Nabijew den Leninorden, den Orden der Oktoberrevolution sowie den Orden des Roten Banners der Arbeit.